# Nitrianska Blatnica
Nitrianska Blatnica (in ungherese Nyitrasárfő) è un comune della Slovacchia facente parte del distretto di Topoľčany, nella regione di Nitra.